# Serdar Dursun
Serdar Dursun (Hamburgo, Alemania, 19 de octubre de 1991) es un futbolista turco-alemán que juega como delantero en el Persépolis F. C. de la Iran Pro League.

## Selección nacional
Dursun debutó con la selección de Turquía el 11 de octubre de 2021, en sustitución de Orkun Kökçü en el minuto 65, en la victoria por 2-1 ante Letonia en la clasificación para la Copa Mundial de Fútbol de 2022, marcando un gol en el minuto 75.

## Clubes
| Club                      | País     | Año       | Partidos | Goles |
| ------------------------- | -------- | --------- | -------- | ----- |
| Hannover 96 II            | Alemania | 2010-2011 | 27       | 1     |
| Eskişehirspor             | Turquía  | 2011-2014 | 2        | 0     |
| Şanlıurfaspor (cedido)    | Turquía  | 2013      | 5        | 0     |
| Denizlispor (cedido)      | Turquía  | 2013-2014 | 16       | 2     |
| Fatih Karagümrük S. K.    | Turquía  | 2014-2016 | 61       | 16    |
| SpVgg Greuther Fürth      | Alemania | 2016-2018 | 64       | 15    |
| SV Darmstadt 98           | Alemania | 2018-2021 | 107      | 59    |
| Fenerbahçe S. K.          | Turquía  | 2021-2023 | 64       | 19    |
| Fatih Karagümrük S. K.    | Turquía  | 2023-2024 | 24       | 7     |
| Fenerbahçe S. K. (cedido) | Turquía  | 2024      | 10       | 3     |
| Alanyaspor                | Turquía  | 2024-2025 | 15       | 0     |
| Persépolis F. C.          | Irán     | 2025-     | 15       | 5     |

## Palmarés

### Títulos nacionales
| Título          | Club             | País    | Año  |
| --------------- | ---------------- | ------- | ---- |
| Copa de Turquía | Fenerbahçe S. K. | Turquía | 2023 |